# Double (Sport)
Als Double ([ˈdʌbəl] oder [ˈduːbəl], engl. für [das] Doppelte, urspr. aus lat. duplex = doppelt) wird im Sport der Gewinn zweier bedeutender Titel in einer Saison beziehungsweise bei zeitnahen Wettbewerben bezeichnet. Am häufigsten verwendet wird die Bezeichnung bei Mannschaftssportarten für den Gewinn der nationalen Meisterschaft und des nationalen Pokalwettbewerbs ein und desselben Vereins.
Der zeitnahe Gewinn dreier bedeutender Titel wird Triple genannt. Der gleichzeitige Gewinn des Meistertitels einer Damen- und einer Herrenmannschaft wird auch als Gemischtes Double (in Anlehnung an das Gemischte Doppel) bezeichnet.

## Fußball

### Deutschland

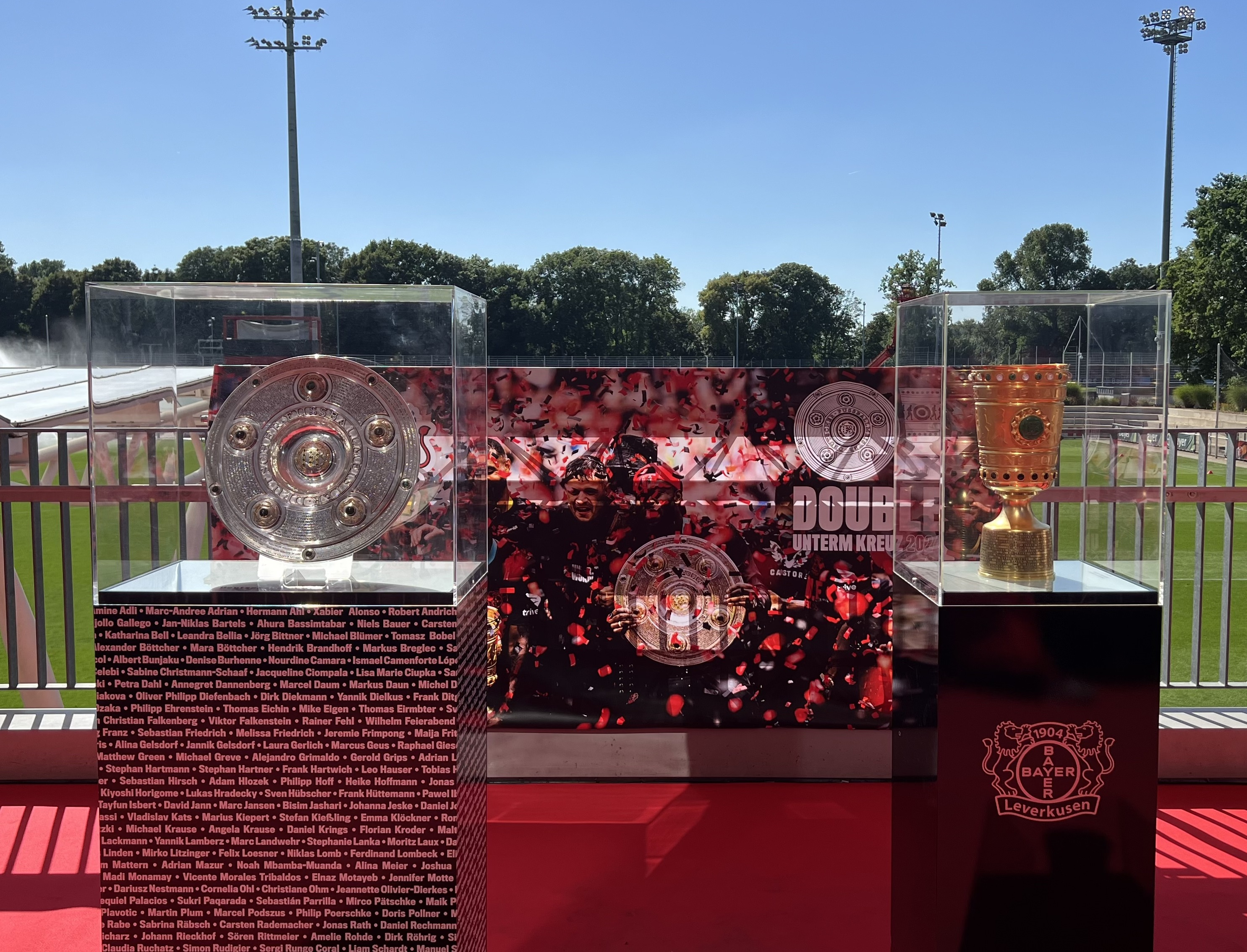
Das deutsche Double, bestehend aus der Deutschen Meisterschale und dem DFB-Pokal (2024)

Im deutschen Fußball ist als Double der Gewinn der deutschen Fußballmeisterschaft und des DFB-Pokals im selben Jahr zu verstehen. Im DDR-Fußball wurde die Bezeichnung für den Gewinn der DDR-Fußballmeisterschaft und des FDGB-Pokals im selben Jahr verwendet. Rekord-Doublegewinner bei den Männern ist der FC Bayern München mit dreizehn Doubles, bei den Frauen waren der 1. FFC Frankfurt und der VfL Wolfsburg sechsmal erfolgreich.
Vor Einführung des Tschammer-Pokals/DFB-Pokals wurde bereits vor dem Ersten Weltkrieg vom Deutschen Fußball-Bund (DFB) und dem Deutschen Akademiker-Bund (ASB) in den Jahren von 1911 bis 1913 die Deutsche Akademiker-Meisterschaft ausgespielt. Berücksichtigt man, dass die Deutsche Meisterschaft und die Akademiker-Meisterschaft damals vom DFB als einzige beiden deutschlandweiten Wettbewerbe organisiert wurden, kann man den Gewinn beider Titel im weitesten Sinne als erstes nationales Double bewerten. Zwei Vereine haben damals beide Titel in einer Saison gewonnen, 1912 Holstein Kiel und 1913 der VfB Leipzig.
| Saison  | Verein              | gewonnene Titel                           |
| ------- | ------------------- | ----------------------------------------- |
| 1936/37 | FC Schalke 04       | Deutscher Fußballmeister, Tschammer-Pokal |
| 1968/69 | FC Bayern München   | Deutscher Fußballmeister, DFB-Pokal       |
| 1970/71 | Dynamo Dresden      | DDR-Fußballmeister, FDGB-Pokal            |
| 1976/77 | Dynamo Dresden      | DDR-Fußballmeister, FDGB-Pokal            |
| 1977/78 | 1. FC Köln          | Deutscher Fußballmeister, DFB-Pokal       |
| 1985/86 | FC Bayern München   | Deutscher Fußballmeister, DFB-Pokal       |
| 1987/88 | BFC Dynamo          | DDR-Fußballmeister, FDGB-Pokal            |
| 1989/90 | Dynamo Dresden      | DDR-Fußballmeister, FDGB-Pokal            |
| 1990/91 | Hansa Rostock       | NOFV-Meister, NOFV-Pokal                  |
| 1999/00 | FC Bayern München   | Deutscher Fußballmeister, DFB-Pokal       |
| 2002/03 | FC Bayern München   | Deutscher Fußballmeister, DFB-Pokal       |
| 2003/04 | Werder Bremen       | Deutscher Fußballmeister, DFB-Pokal       |
| 2004/05 | FC Bayern München   | Deutscher Fußballmeister, DFB-Pokal       |
| 2005/06 | FC Bayern München   | Deutscher Fußballmeister, DFB-Pokal       |
| 2007/08 | FC Bayern München   | Deutscher Fußballmeister, DFB-Pokal       |
| 2009/10 | FC Bayern München   | Deutscher Fußballmeister, DFB-Pokal       |
| 2011/12 | Borussia Dortmund   | Deutscher Fußballmeister, DFB-Pokal       |
| 2012/13 | FC Bayern München   | Deutscher Fußballmeister, DFB-Pokal       |
| 2013/14 | FC Bayern München   | Deutscher Fußballmeister, DFB-Pokal       |
| 2015/16 | FC Bayern München   | Deutscher Fußballmeister, DFB-Pokal       |
| 2018/19 | FC Bayern München   | Deutscher Fußballmeister, DFB-Pokal       |
| 2019/20 | FC Bayern München   | Deutscher Fußballmeister, DFB-Pokal       |
| 2023/24 | Bayer 04 Leverkusen | Deutscher Fußballmeister, DFB-Pokal       |

| Saison  | Verein                   | gewonnene Titel                     |
| ------- | ------------------------ | ----------------------------------- |
| 1980/81 | SSG 09 Bergisch Gladbach | Deutscher Fußballmeister, DFB-Pokal |
| 1981/82 | SSG 09 Bergisch Gladbach | Deutscher Fußballmeister, DFB-Pokal |
| 1983/84 | SSG 09 Bergisch Gladbach | Deutscher Fußballmeister, DFB-Pokal |
| 1986/87 | TSV Siegen               | Deutscher Fußballmeister, DFB-Pokal |
| 1986/87 | BSG Rotation Schlema     | DDR-Fußballmeister, DFD-Pokal       |
| 1989/90 | BSG Post Rostock         | DDR-Fußballmeister, DFD-Pokal       |
| 1994/95 | FSV Frankfurt            | Deutscher Fußballmeister, DFB-Pokal |
| 1996/97 | Grün-Weiß Brauweiler     | Deutscher Fußballmeister, DFB-Pokal |
| 1998/99 | 1. FFC Frankfurt         | Deutscher Fußballmeister, DFB-Pokal |
| 2000/01 | 1. FFC Frankfurt         | Deutscher Fußballmeister, DFB-Pokal |
| 2001/02 | 1. FFC Frankfurt         | Deutscher Fußballmeister, DFB-Pokal |
| 2002/03 | 1. FFC Frankfurt         | Deutscher Fußballmeister, DFB-Pokal |
| 2003/04 | 1. FFC Turbine Potsdam   | Deutscher Fußballmeister, DFB-Pokal |
| 2005/06 | 1. FFC Turbine Potsdam   | Deutscher Fußballmeister, DFB-Pokal |
| 2006/07 | 1. FFC Frankfurt         | Deutscher Fußballmeister, DFB-Pokal |
| 2007/08 | 1. FFC Frankfurt         | Deutscher Fußballmeister, DFB-Pokal |
| 2012/13 | VfL Wolfsburg            | Deutscher Fußballmeister, DFB-Pokal |
| 2016/17 | VfL Wolfsburg            | Deutscher Fußballmeister, DFB-Pokal |
| 2017/18 | VfL Wolfsburg            | Deutscher Fußballmeister, DFB-Pokal |
| 2018/19 | VfL Wolfsburg            | Deutscher Fußballmeister, DFB-Pokal |
| 2019/20 | VfL Wolfsburg            | Deutscher Fußballmeister, DFB-Pokal |
| 2021/22 | VfL Wolfsburg            | Deutscher Fußballmeister, DFB-Pokal |
| 2024/25 | FC Bayern München        | Deutscher Fußballmeister, DFB-Pokal |

### Österreich
Im österreichischen Männerfußball erreichten bisher FK Austria Wien zehnmal, SK Rapid Wien sechsmal, der FC Red Bull Salzburg fünfmal, SK Admira Wien viermal, FC Tirol dreimal, SK Sturm Graz zweimal und der Grazer AK, LASK Linz sowie der SC Wacker Wien je einmal das Double. Bei den Frauen schafften der SV Neulengbach zehnmal, der USC Landhaus Wien und Union Kleinmünchen Linz je viermal das Double.

### Schweiz
In der Schweiz erreichten der Grasshopper Club Zürich acht, der FC Basel sieben, die Young Boys Bern drei sowie der FC La Chaux-de-Fonds und Lausanne-Sports je zwei Doubles. Servette Genf, der FC Sion und der FC Zürich erlangten je ein Double.

### Andere europäische Länder
In manchen europäischen Fußball-Ligen ist ein Double deutlich häufiger, da hier zwei oder drei Mannschaften dominieren. Wie etwa in Schottland, wo Celtic Glasgow 21 und die Glasgow Rangers 18-mal das Double erreichten. In vielen Ländern gibt es zudem beim Pokalwettbewerb Hin- und Rückspiele. In der Regel hilft diese Regelung den höherklassigen Mannschaften, da ein einmaliger Ausrutscher wieder korrigiert werden kann.
| Land                        | Verein                               | Anzahl |
| --------------------------- | ------------------------------------ | ------ |
| Nordirland                  | Linfield FC                          | 25     |
| Schottland                  | Celtic Glasgow                       | 21     |
| Griechenland                | Olympiakos Piräus                    | 18     |
| Gibraltar                   | Lincoln Red Imps FC                  | 18     |
| Jugoslawien/Serbien         | Roter Stern Belgrad                  | 15     |
| Bulgarien                   | Lewski Sofia                         | 13     |
| Färöer                      | HB Tórshavn                          | 13     |
| Kroatien                    | Dinamo Zagreb                        | 13     |
| Sowjetunion/Ukraine         | Dynamo Kiew                          | 13     |
| Portugal                    | Benfica Lissabon                     | 11     |
| Georgien                    | FC Dinamo Tiflis                     | 10     |
| Moldawien                   | Sheriff Tiraspol                     | 10     |
| Österreich                  | FK Austria Wien                      | 10     |
| Rumänien                    | Steaua Bukarest                      | 10     |
| Niederlande                 | Ajax Amsterdam                       | 9      |
| Norwegen                    | Rosenborg Trondheim                  | 9      |
| Schweden                    | Malmö FF                             | 9      |
| Luxemburg                   | Jeunesse Esch                        | 8      |
| Schweiz                     | Grasshopper Club Zürich              | 8      |
| Spanien                     | FC Barcelona                         | 8      |
| Tschechoslowakei/Tschechien | Sparta Prag                          | 8      |
| Ungarn                      | Ferencváros Budapest                 | 8      |
| Albanien                    | FK Partizani Tirana                  | 7      |
| Israel                      | Maccabi Tel Aviv                     | 7      |
| Lettland                    | Skonto Riga                          | 7      |
| Malta                       | FC Valletta                          | 7      |
| Polen                       | Legia Warschau                       | 7      |
| Tschechoslowakei/Slowakei   | ŠK Slovan Bratislava                 | 7      |
| Türkei                      | Galatasaray Istanbul                 | 7      |
| Wales                       | The New Saints FC                    | 7      |
| Finnland                    | HJK Helsinki                         | 6      |
| Irland                      | Shamrock Rovers                      | 6      |
| Italien                     | Juventus Turin                       | 6      |
| Sowjetunion/Russland        | ZSKA Moskau, Spartak Moskau          | 6      |
| Zypern                      | APOEL Nikosia                        | 6      |
| Armenien                    | FC Pjunik Jerewan                    | 5      |
| Aserbaidschan               | Qarabağ Ağdam                        | 5      |
| England (Frauen)            | Arsenal Women FC                     | 5      |
| Estland                     | FC Flora Tallinn, FC Levadia Tallinn | 5      |
| Frankreich                  | Paris Saint-Germain                  | 5      |
| Andorra                     | FC Santa Coloma                      | 4      |
| Dänemark                    | FC Kopenhagen                        | 4      |
| Island                      | ÍA Akranes, KR Reykjavík             | 4      |
| Slowenien                   | NK Maribor                           | 4      |
| Belgien                     | RSC Anderlecht                       | 3      |
| Belarus                     | BATE Baryssau                        | 3      |
| England (Männer)            | FC Arsenal, Manchester United        | 3      |
| Litauen                     | FBK Kaunas                           | 3      |

Quelle:

### Andere Länder
| Land    | Verein        | Anzahl |
| ------- | ------------- | ------ |
| Ägypten | al Ahly SC    | 13     |
| Bahrain | Muharraq Club | 11     |
| Namibia | African Stars | 1      |

### Europäisches Double
Das Europäische Double besteht aus dem Gewinn des höchsten europäischen Wettbewerbs, der UEFA Champions League sowie dem Gewinn der nationalen Meisterschaft.

#### Männer
| Verein              | Land        | Anzahl | Jahre                          |
| ------------------- | ----------- | ------ | ------------------------------ |
| Real Madrid         | Spanien     | 5      | 1957, 1958, 2017, 2022, 2024   |
| FC Barcelona        | Spanien     | 5      | 1992, 2006, 20091, 2011, 20151 |
| FC Bayern München   | Deutschland | 4      | 1974, 2001, 20131, 20201       |
| Ajax Amsterdam      | Niederlande | 3      | 19721, 1973, 1995              |
| FC Liverpool        | England     | 2      | 1977, 1984                     |
| Manchester United   | England     | 2      | 19991, 2008                    |
| Inter Mailand       | Italien     | 2      | 1965, 20101                    |
| Benfica Lissabon    | Portugal    | 1      | 1961                           |
| Celtic Glasgow      | Schottland  | 1      | 19671                          |
| Hamburger SV        | Deutschland | 1      | 1983                           |
| Steaua Bukarest     | Rumänien    | 1      | 1986                           |
| PSV Eindhoven       | Niederlande | 1      | 19881                          |
| Roter Stern Belgrad | Jugoslawien | 1      | 1991                           |
| AC Milan            | Italien     | 1      | 1994                           |
| FC Porto            | Portugal    | 1      | 2004                           |
| Manchester City     | England     | 1      | 20231                          |

#### Frauen
| Verein                 | Land        | Anzahl | Jahre                                         |
| ---------------------- | ----------- | ------ | --------------------------------------------- |
| Olympique Lyon         | Frankreich  | 7      | 2011, 20121, 20161, 20171, 20191, 20201, 2022 |
| FC Barcelona           | Spanien     | 3      | 20211, 2023, 20241                            |
| 1. FFC Frankfurt       | Deutschland | 2      | 20021, 20081                                  |
| VfL Wolfsburg          | Deutschland | 2      | 20131, 2014                                   |
| Arsenal Women FC       | England     | 1      | 20071                                         |
| 1. FFC Turbine Potsdam | Deutschland | 1      | 2010                                          |

1 als Teil des Triple

### „Kleines“ europäisches Double
Die der UEFA Champions League nachrangigen europäischen Wettbewerbe bieten einem Verein mit einem Gewinn der nationalen Meisterschaft die Chance, ein „kleineres“ europäisches Double zu gewinnen.

#### Meisterschaft und UEFA Europa League
Die Kombination aus Gewinn der nationalen Meisterschaft und der UEFA Europa League (ehemals UEFA-Pokal) ist fünfzehn Mal vollbracht worden.
| Verein                   | Land        | Anzahl | Jahre        |
| ------------------------ | ----------- | ------ | ------------ |
| FC Liverpool             | England     | 2      | 1973, 1976   |
| IFK Göteborg             | Schweden    | 2      | 19821, 1987  |
| FC Porto                 | Portugal    | 2      | 20031, 20111 |
| Feyenoord Rotterdam      | Niederlande | 1      | 1974         |
| Borussia Mönchengladbach | Deutschland | 1      | 1975         |
| Juventus Turin           | Italien     | 1      | 1977         |
| PSV Eindhoven            | Niederlande | 1      | 1978         |
| Real Madrid              | Spanien     | 1      | 1986         |
| Galatasaray Istanbul     | Türkei      | 1      | 20001        |
| FC Valencia              | Spanien     | 1      | 2004         |
| ZSKA Moskau              | Russland    | 1      | 20051        |
| Zenit St. Petersburg     | Russland    | 1      | 2008         |

1 als Teil des „kleinen“ Triples

#### Meisterschaft und Europapokal der Pokalsieger
Die Kombination aus Gewinn der nationalen Meisterschaft und dem inzwischen aufgelösten Europapokal der Pokalsieger ist fünfmal Mal vollbracht worden.
| Verein          | Land        | Anzahl | Jahre      |
| --------------- | ----------- | ------ | ---------- |
| Dynamo Kiew     | Sowjetunion | 2      | 1975, 1986 |
| AC Mailand      | Italien     | 1      | 1968       |
| 1. FC Magdeburg | DDR         | 1      | 1974       |
| Juventus Turin  | Italien     | 1      | 1984       |
| FC Everton      | England     | 1      | 1985       |

### Europäische Pokal Doubles
Es gab mehrere Fälle, in denen ein Verein den nationalen Pokal seines Verbandes und einen Europapokal gewann, nicht jedoch den Meistertitel.
| Verein            | Land        | Anzahl | Nationaler Pokal        | Europapokal                   | Jahre |
| ----------------- | ----------- | ------ | ----------------------- | ----------------------------- | ----- |
| Ajax Amsterdam    | Niederlande | 2      | KNVB-Pokal              | Europapokal der Landesmeister | 1971  |
| Ajax Amsterdam    | Niederlande | 2      | KNVB-Pokal              | Europapokal der Pokalsieger   | 1987  |
| AC Mailand        | Italien     | 2      | Coppa Italia            | Europapokal der Pokalsieger   | 1973  |
| AC Mailand        | Italien     | 2      | Coppa Italia            | UEFA Champions League         | 2003  |
| AC Florenz        | Italien     | 1      | Coppa Italia            | Europapokal der Pokalsieger   | 1961  |
| Benfica Lissabon  | Portugal    | 1      | Taça de Portugal        | Europapokal der Landesmeister | 1962  |
| FC Bayern München | Deutschland | 1      | DFB-Pokal               | Europapokal der Pokalsieger   | 1967  |
| RSC Anderlecht    | Belgien     | 1      | Belgischer Fußballpokal | Europapokal der Pokalsieger   | 1978  |
| FC Aberdeen       | Schottland  | 1      | Scottish FA Cup         | Europapokal der Pokalsieger   | 1983  |
| Juventus Turin    | Italien     | 1      | Coppa Italia            | UEFA-Pokal                    | 1990  |
| FC Barcelona      | Spanien     | 1      | Copa del Rey            | Europapokal der Pokalsieger   | 1997  |
| AC Parma          | Italien     | 1      | Coppa Italia            | UEFA-Pokal                    | 1999  |
| FC Liverpool      | England     | 1      | FA Cup                  | UEFA-Pokal                    | 2001  |
| FC Sevilla        | Spanien     | 1      | Copa del Rey            | UEFA-Pokal                    | 2007  |
| FC Chelsea        | England     | 1      | FA Cup                  | UEFA Champions League         | 2012  |
| Real Madrid       | Spanien     | 1      | Copa del Rey            | UEFA Champions League         | 2014  |

### Double von Nationalmannschaften der Männer
Auch der Gewinn der Kontinentalmeisterschaft und der Weltmeisterschaft wird als Double bezeichnet.
| Saison    | Nationalmannschaft | gewonnene Turniere                 |
| --------- | ------------------ | ---------------------------------- |
| 1972–1974 | BR Deutschland     | 1972 (EM) und 1974 (WM)            |
| 1998–2000 | Frankreich         | 1998 (WM) und 2000 (EM)            |
| 2002–2004 | Brasilien          | 2002 (WM) und 2004 (Copa América)  |
| 2008–2012 | Spanien            | 2008 (EM), 2010 (WM) und 2012 (EM) |
| 2021–2022 | Argentinien        | 2021 (Copa América) und 2022 (WM)  |

Brasilien (2005) und Frankreich (2001) siegten zudem noch im FIFA-Konföderationen-Pokal, womit sie alle drei möglichen offiziellen Titel gewannen.
Ebenfalls wird der Gewinn der Fußball-Weltmeisterschaft als Spieler und Trainer als Double bezeichnet. Bisher gelang dies nur drei Sportlern:
1. Mário Zagallo, Brasilien:
1958 und 1962 als Spieler, 1970 als Trainer
2. Franz Beckenbauer, Deutschland:
1974 als Spieler, 1990 als Trainer
3. Didier Deschamps, Frankreich: 1998 als Spieler, 2018 als Trainer

## Andere Sportarten

### Leichtathletik
Ein mögliches Double der Leichtathletik ist das Kurzsprint-Double, bestehend aus dem Gewinn des 100- und 200-Meter-Titels bei Meisterschaften.